# Orthetrum silvarum
Orthetrum silvarum – gatunek ważki z rodziny ważkowatych (Libellulidae). Opisał go Maurits Lieftinck w 1934 roku, a jako miejsce typowe wskazał indonezyjską wyspę Jawa.